# Persone di nome Francisco
| Questa pagina contiene informazioni ricavate automaticamente dalle voci biografiche con l'ausilio del template Bio e di un bot. L'aggiornamento è periodico e automatico e ricostruisce completamente la pagina. Se manca una persona in questa lista, sei pregato di non aggiungerla, ma accertati piuttosto che la sua voce biografica contenga il template Bio e che i dati anagrafici siano correttamente compilati. Se il template Bio manca, inseriscilo tu stesso o, in alternativa, metti l'avviso {{tmp\|Bio}} che ne segnala la mancanza. Se i dati riportati sono sbagliati, correggi direttamente la voce biografica; le modifiche saranno visibili in questa lista entro pochi giorni. Per chiarimenti vedi il progetto antroponimi. La lista contiene solo le 918 persone che sono citate nell'enciclopedia e per le quali è stato implementato correttamente il template Bio. Pagina aggiornata al 22 lug 2025. |

Questa è una lista di persone presenti nell'enciclopedia che hanno il nome Francisco, suddivise per attività principale.

## Allenatori di calcio(47)
- Francisco Antúnez, allenatore di calcio e calciatore spagnolo (Siviglia, n. 1922 - Siviglia, † 1994)
- Francisco Arce, allenatore di calcio e ex calciatore paraguaiano (Paraguarí, n. 1971)
- Pako Ayestarán, allenatore di calcio e ex calciatore spagnolo (Beasain, n. 1963)
- Xabier Azkargorta, allenatore di calcio e ex calciatore spagnolo (Azpeitia, n. 1953)
- Xisco Campos, allenatore di calcio e ex calciatore spagnolo (Binissalem, n. 1982)
- Lobo Carrasco, allenatore di calcio e ex calciatore spagnolo (Alcoy, n. 1959)
- Paco Castellano, allenatore di calcio e ex calciatore spagnolo (Arucas, n. 1944)
- Chiquinho Conde, allenatore di calcio e ex calciatore mozambicano (Beira, n. 1965)
- Paco Clos, allenatore di calcio e ex calciatore spagnolo (Matarò, n. 1960)
- Francisco Copado, allenatore di calcio e ex calciatore tedesco (Kiel, n. 1974)
- Costinha, allenatore di calcio, dirigente sportivo e ex calciatore portoghese (Lisbona, n. 1974)
- Francisco Escos, allenatore di calcio e ex calciatore argentino (n. 1942)
- Fran Escribá, allenatore di calcio, dirigente sportivo e ex calciatore spagnolo (Valencia, n. 1965)
- Borja Fernández, allenatore di calcio e ex calciatore spagnolo (Ourense, n. 1981)
- Patxi Ferreira, allenatore di calcio e ex calciatore spagnolo (Saucelle, n. 1967)
- Paco Fortes, allenatore di calcio e ex calciatore spagnolo (Barcellona, n. 1955)
- Francis Pérez Malia, allenatore di calcio e ex calciatore spagnolo (Cadice, n. 1981)
- Francisco Gamborena, allenatore di calcio e calciatore spagnolo (Irun, n. 1901 - San Sebastián, † 1982)
- Francisco García Hernández, allenatore di calcio e ex calciatore spagnolo (Madrid, n. 1954)
- Francisco Javier García Pimienta, allenatore di calcio e ex calciatore spagnolo (Barcellona, n. 1974)
- Paco Herrera, allenatore di calcio e ex calciatore spagnolo (Barcellona, n. 1953)
- Francisco Hormazábal, allenatore di calcio e calciatore cileno (Antofagasta, n. 1920 - Santiago del Cile, † 1990)
- Francisco Jémez Martín, allenatore di calcio e ex calciatore spagnolo (Las Palmas de Gran Canaria, n. 1970)
- Francisco Ernandi Lima da Silva, allenatore di calcio e ex calciatore brasiliano (Chaval, n. 1959)
- Francisco Lima, allenatore di calcio e ex calciatore brasiliano (Manaus, n. 1971)
- Francisco Lojacono, allenatore di calcio e calciatore argentino (Buenos Aires, n. 1935 - Palombara Sabina, † 2002)
- Francisco Javier López Castro, allenatore di calcio e ex calciatore spagnolo (Barcellona, n. 1964)
- Francisco López Alfaro, allenatore di calcio e ex calciatore spagnolo (Siviglia, n. 1962)
- Paco López, allenatore di calcio e ex calciatore spagnolo (Silla, n. 1967)
- Francisco Meneghini, allenatore di calcio argentino (Rosario, n. 1988)
- Francisco Javier Muñoz, allenatore di calcio e ex calciatore spagnolo (Manacor, n. 1980)
- Francisco Olazar, allenatore di calcio e calciatore argentino (Quilmes, n. 1885 - Buenos Aires, † 1958)
- Francisco Pagazaurtundúa, allenatore di calcio e calciatore spagnolo (Santurtzi, n. 1895 - Madrid, † 1958)
- Javier Pereira, allenatore di calcio e ex calciatore spagnolo (Badajoz, n. 1966)
- Kiko Ramírez, allenatore di calcio e ex calciatore spagnolo (Tarragona, n. 1970)
- Fran Rico, allenatore di calcio e ex calciatore spagnolo (Portonovo, n. 1987)
- Francisco Javier Rodríguez Vílchez, allenatore di calcio e ex calciatore spagnolo (Almería, n. 1978)
- Manuel Ruano, allenatore di calcio e ex calciatore spagnolo (Barcellona, n. 1974)
- Francisco Rubio, allenatore di calcio e ex calciatore francese (Saint-Amand-Montrond, n. 1953)
- Francisco Rufete, allenatore di calcio e ex calciatore spagnolo (Benejúzar, n. 1976)
- Patxi Salinas, allenatore di calcio e ex calciatore spagnolo (Bilbao, n. 1963)
- Francisco Soler, allenatore di calcio e ex calciatore spagnolo (Palma di Maiorca, n. 1970)
- Francisco Javier Sánchez Jara, allenatore di calcio e ex calciatore spagnolo (Almacelles, n. 1969)
- Francisco Wagsley, allenatore di calcio e ex calciatore brasiliano (Baturité, n. 1989)
- Francisco Valdés, allenatore di calcio e calciatore cileno (Santiago del Cile, n. 1943 - † 2009)
- Francisco Villegas, allenatore di calcio e calciatore argentino (Buenos Aires, n. 1924 - † 1976)
- Francisco Zuluaga, allenatore di calcio e calciatore colombiano (Medellín, n. 1929 - † 1993)

## Allenatori di calcio a 5(1)
- Fran Torres, allenatore di calcio a 5 e ex giocatore di calcio a 5 spagnolo (Burgos, n. 1969)

## Allenatori di pallacanestro(6)
- Paco García, allenatore di pallacanestro spagnolo (Valladolid, n. 1967)
- Javier Imbroda, allenatore di pallacanestro e politico spagnolo (Melilla, n. 1961 - Malaga, † 2022)
- Frank Martin, allenatore di pallacanestro statunitense (Miami, n. 1966)
- Paco Olmos, allenatore di pallacanestro spagnolo (Valencia, n. 1970)
- Curro Segura, allenatore di pallacanestro spagnolo (Granada, n. 1972)
- Paco Vázquez, allenatore di pallacanestro e ex cestista spagnolo (Ibiza, n. 1974)

## Allenatori di tennis(3)
- Francisco Cabello, allenatore di tennis e ex tennista argentino (Santa Fe, n. 1972)
- Francisco Clavet, allenatore di tennis e ex tennista spagnolo (Aranjuez, n. 1968)
- Francisco Roig, allenatore di tennis e ex tennista spagnolo (Barcellona, n. 1968)

## Ammiragli(1)
- Francisco António Gonçalves Cardoso, ammiraglio e politico portoghese (Aljubarrota, n. 1800 - † 1875)

## Anarchici(4)
- Francisco Ascaso, anarchico e sindacalista spagnolo (Almudévar, n. 1901 - Barcellona, † 1936)
- Francisco Ferrer Guardia, anarchico e pedagogista spagnolo (Alella, n. 1859 - Barcellona, † 1909)
- Francisco Olaya Morales, anarchico, sindacalista e storico spagnolo (Linares, n. 1923 - Parigi, † 2011)
- Francisco Ponzán Vidal, anarchico spagnolo (Oviedo, n. 1911 - Buzet-sur-Tarn, † 1944)

## Apneisti(1)
- Pipin Ferreras, apneista cubano (Matanzas, n. 1962)

## Arabisti(1)
- Francisco Codera Zaidín, arabista e storico spagnolo (Fonz, n. 1836 - Fonz, † 1917)

## Arbitri di calcio(3)
- Francisco Chacón, arbitro di calcio messicano (Guanajuato, n. 1976)
- Francisco Lamolina, ex arbitro di calcio argentino (Buenos Aires, n. 1950)
- Dacildo Mourão, ex arbitro di calcio brasiliano (Fortaleza, n. 1961)

## Architetti(11)
- Francisco Azorín, architetto e politico spagnolo (Monforte de Moyuela, n. 1885 - Città del Messico, † 1975)
- Francisco Bautista, architetto spagnolo (Murcia, n. 1594 - Madrid, † 1679)
- Francisco Bullrich, architetto e pittore argentino (Buenos Aires, n. 1929 - Buenos Aires, † 2011)
- Francisco Castro Rodrigues, architetto portoghese (Lisbona, n. 1920 - Lisbona, † 2015)
- Francisco Hurtado Izquierdo, architetto spagnolo (Cordova, n. 1669 - † 1725)
- Francisco Mangado, architetto spagnolo (Estella, n. 1957)
- Francisco de Mora, architetto spagnolo (Cuenca - Madrid, † 1610)
- Francisco Javier Sáenz de Oiza, architetto spagnolo (Cáseda, n. 1918 - Madrid, † 2000)
- Francisco de Paula del Villar y Lozano, architetto spagnolo (Murcia, n. 1828 - Barcellona, † 1901)
- Francisco de Cubas, architetto e politico spagnolo (Madrid, n. 1826 - Madrid, † 1899)
- Francisco de Paula del Villar y Carmona, architetto spagnolo (Barcellona, n. 1860 - Ginevra, † 1927)

## Arcivescovi(1)
- Francisco Xavier de Luna Pizarro, arcivescovo, politico e avvocato peruviano (Arequipa, n. 1780 - Lima, † 1855)

## Arcivescovi cattolici(17)
- Francisco Moreno Barrón, arcivescovo cattolico messicano (Salamanca, n. 1954)
- Ramón Casaús y Torres, arcivescovo cattolico spagnolo (Jaca, n. 1765 - L'Avana, † 1845)
- Francisco Cerro Chaves, arcivescovo cattolico spagnolo (Malpartida de Cáceres, n. 1957)
- Francisco Chimoio, arcivescovo cattolico mozambicano (Búzi, n. 1947)
- Francisco José Cox Huneeus, arcivescovo cattolico cileno (Santiago del Cile, n. 1933 - Santiago del Cile, † 2020)
- Francisco José Prieto Fernández, arcivescovo cattolico spagnolo (Ourense, n. 1968)
- Francisco Gil Hellín, arcivescovo cattolico spagnolo (Murcia, n. 1940)
- Mariano Holguín, arcivescovo cattolico, francescano e politico peruviano (Arequipa, n. 1860 - Lima, † 1945)
- Francisco Javier de Lizana y Beaumont, arcivescovo cattolico spagnolo (Arnedo, n. 1749 - Città del Messico, † 1815)
- Francisco Javier Martínez Fernández, arcivescovo cattolico spagnolo (Madrid, n. 1947)
- Francisco Javier Múnera Correa, arcivescovo cattolico colombiano (Copacabana, n. 1956)
- Francisco Ozoria Acosta, arcivescovo cattolico dominicano (Nagua, n. 1951)
- Francisco Pérez González, arcivescovo cattolico spagnolo (Frandovínez, n. 1947)
- Francisco Romero, arcivescovo cattolico italiano (Valladolid, n. 1596 - Vigevano, † 1635)
- Francisco José Villas-Boas Senra de Faria Coelho, arcivescovo cattolico portoghese (Maputo, n. 1961)
- Francisco Desquivel, arcivescovo cattolico spagnolo (Vitoria, n. 1550 - Cagliari, † 1624)
- Francisco da Assunção e Brito, arcivescovo cattolico portoghese (Vila Rica, n. 1726 - Lisbona, † 1808)

## Artigiani(1)
- Francisco de Goes, artigiano portoghese

## Artisti(2)
- Francisco López, artista e musicista spagnolo (Madrid, n. 1964)
- Francisco Diego, artista messicano (Torreón, n. 1991)

## Artisti marziali misti(2)
- Frank Mir, artista marziale misto statunitense (Las Vegas, n. 1979)
- Francisco Trinaldo, artista marziale misto brasiliano (Amarante, n. 1978)

## Assassini seriali(1)
- Francisco Escalero, serial killer spagnolo (Madrid, n. 1948 - Alicante, † 2014)

## Astronauti(1)
- Francisco Rubio, astronauta statunitense (Los Angeles, n. 1975)

## Atleti(1)
- Francisco Rivera, atleta portoricano (San Juan, n. 1928 - San Juan, † 2013)

## Attori(22)
- Francisco Alfonsín, attore e sceneggiatore spagnolo (Spagna)
- Chico Anysio, attore, showman e umorista brasiliano (Maranguape, n. 1931 - Rio de Janeiro, † 2012)
- Francisco Bass, attore argentino (Santiago del Estero, n. 1981)
- Francisco Bosch, attore e ballerino spagnolo (Valencia, n. 1982)
- Frank Braña, attore spagnolo (Pola de Allande, n. 1934 - Madrid, † 2012)
- Francisco Copello, attore, docente e scrittore cileno (Santiago del Cile, n. 1938 - Santiago del Cile, † 2006)
- Francisco Cuoco, attore brasiliano (San Paolo, n. 1933 - San Paolo, † 2025)
- Francisco Dantas, attore lituano (Kaunas, n. 1911 - Rio de Janeiro, † 2000)
- Paquito Diaz, attore e regista filippino (Pampanga, n. 1932 - Daraga, † 2011)
- Francisco Jambrina, attore e regista spagnolo (La Rioja, n. 1902 - Città del Messico, † 1967)
- Paco León, attore, regista e sceneggiatore spagnolo (Siviglia, n. 1974)
- George Martin, attore e sceneggiatore spagnolo (Barcellona, n. 1937 - Miami, † 2021)
- Francisco Martínez Soria, attore spagnolo (Tarazona, n. 1902 - Madrid, † 1982)
- Paco Morán, attore spagnolo (Almodóvar del Río, n. 1930 - Barcellona, † 2012)
- Frankie Muniz, attore statunitense (Wood-Ridge, n. 1985)
- Francisco Ortiz, attore spagnolo (Madrid, n. 1986)
- Francisco Petrone, attore argentino (Buenos Aires, n. 1902 - Buenos Aires, † 1967)
- Liberto Rabal, attore e regista spagnolo (Roma, n. 1975)
- Francisco Rabal, attore e regista spagnolo (Águilas, n. 1926 - Bordeaux, † 2001)
- Francisco San Martin, attore spagnolo (Maiorca, n. 1985 - Los Angeles, † 2025)
- Francisco Sanz, attore spagnolo
- Francisco de Almeida Fleming, attore, sceneggiatore e regista brasiliano (Ouro Fino, n. 1900 - San Paolo, † 1999)

## Avvocati(7)
- Francisco Espejo, avvocato venezuelano (Siquire, n. 1758 - Valencia, † 1814)
- Francisco López de Goicoechea Inchaurrandieta, avvocato e politico spagnolo (Totana, n. 1894 - Madrid, † 1973)
- Francisco Javier Mina, avvocato e militare spagnolo (Otao, n. 1789 - Fuerte de los Remedios, † 1817)
- Francisco Primo de Verdad y Ramos, avvocato messicano (Aguascalientes, n. 1760 - Città del Messico, † 1808)
- Francisco Salmerón, avvocato e politico spagnolo (Torrejón de Ardoz, n. 1822 - Madrid, † 1878)
- Francisco de Sánchez de la Barreda, avvocato spagnolo (Santiago del Cile - Santiago del Cile, † 1738)
- Francisco Villarroel, avvocato, scrittore e produttore cinematografico venezuelano (Caracas, n. 1965)

## Baritoni(1)
- Francisco d'Andrade, baritono portoghese (Lisbona, n. 1859 - Berlino, † 1921)

## Biologi(2)
- Francisco J. Ayala, biologo e filosofo spagnolo (Madrid, n. 1934 - California, † 2023)
- Francisco Varela, biologo, filosofo e neuroscienziato cileno (Talcahuano, n. 1946 - Parigi, † 2001)

## Botanici(1)
- Francisco José de Caldas, botanico e naturalista colombiano (Popayán, n. 1768 - † 1816)

## Canoisti(1)
- Francisco Cubelos, canoista spagnolo (Talavera de la Reina, n. 1992)

## Cantanti(6)
- Frankie J, cantante messicano (Tijuana, n. 1975)
- Chico César, cantante, compositore e scrittore brasiliano (Catolé do Rocha, n. 1964)
- Chico Feitosa, cantante, compositore e chitarrista brasiliano (Rio de Janeiro, n. 1935 - Rio de Janeiro, † 2004)
- Royal Frenz, cantante, cantautore e musicista cileno (Santiago del Cile, n. 1984)
- Kiko Zambianchi, cantante e chitarrista brasiliano (n. 1960)
- Chico Science, cantante e compositore brasiliano (Olinda, n. 1966 - Recife, † 1997)

## Cantautori(1)
- Chico Buarque de Hollanda, cantautore, compositore e scrittore brasiliano (Rio de Janeiro, n. 1944)

## Cantori(1)
- Francisco Soto de Langa, cantore, compositore e presbitero spagnolo (Langa, n. 1534 - Roma, † 1619)

## Cardinali(21)
- Francisco Álvarez Martínez, cardinale e arcivescovo cattolico spagnolo (Santa Eulalia de Ferroñes Llanera, n. 1925 - Madrid, † 2022)
- Francisco de Ávila y Guzmán, cardinale spagnolo (Avila, n. 1548 - Roma, † 1606)
- Francisco de Paula Benavides y Navarrete, cardinale e arcivescovo cattolico spagnolo (Baeza, n. 1810 - Saragozza, † 1895)
- Francisco Antonio de Borja-Centelles y Ponce de Léon, cardinale e arcivescovo cattolico spagnolo (Sassari, n. 1659 - Calahorra, † 1702)
- Francisco Antonio Cebrián Valdá, cardinale spagnolo (San Felipe, n. 1734 - Madrid, † 1820)
- Francisco Javier de Cienfuegos y Jovellanos, cardinale e arcivescovo cattolico spagnolo (Oviedo, n. 1766 - Alicante, † 1847)
- Francisco Jiménez de Cisneros, cardinale, arcivescovo cattolico e politico spagnolo (Torrelaguna, n. 1436 - Roa, † 1517)
- Francisco Javier Delgado Venegas, cardinale e patriarca cattolico spagnolo (Villanueva del Ariscal, n. 1714 - Madrid, † 1781)
- Francisco Desprats, cardinale e vescovo cattolico spagnolo (Orihuela, n. 1454 - Roma, † 1504)
- Francisco Javier Errázuriz Ossa, cardinale e arcivescovo cattolico cileno (Santiago del Cile, n. 1933)
- Joaquín Fernández de Portocarrero, cardinale spagnolo (Madrid, n. 1681 - Roma, † 1760)
- Francisco Antonio Javier de Gardoqui Arriquíbar, cardinale spagnolo (Bilbao, n. 1747 - Roma, † 1820)
- Francisco Lloris y de Borja, cardinale e patriarca cattolico italiano (Valencia, n. 1470 - Roma, † 1506)
- Francisco Antonio de Lorenzana y Butrón, cardinale e arcivescovo cattolico spagnolo (León, n. 1722 - Roma, † 1804)
- Francisco Mendoza Bobadilla, cardinale e vescovo cattolico spagnolo (Cuenca, n. 1508 - Arcos de la Llana, † 1566)
- Francisco Pacheco de Villena, cardinale e arcivescovo cattolico spagnolo (Ciudad Rodrigo, n. 1508 - Burgos, † 1579)
- Francisco de Remolins, cardinale e arcivescovo cattolico spagnolo (Lérida, n. 1462 - Roma, † 1518)
- Francisco de Saldanha da Gama, cardinale e patriarca cattolico portoghese (Lisbona, n. 1723 - Lisbona, † 1776)
- Francisco de São Luiz Saraiva, cardinale e patriarca cattolico portoghese (Ponte de Lima, n. 1766 - Lisbona, † 1845)
- Francisco de Solís Folch de Cardona, cardinale e arcivescovo cattolico spagnolo (Salamanca, n. 1713 - Roma, † 1775)
- Francisco de Asís Vidal y Barraquer, cardinale e arcivescovo cattolico spagnolo (Cambrils, n. 1868 - Friburgo, † 1943)

## Cestisti(34)
- Francisco Alonso, cestista spagnolo (Malaga, n. 1996)
- Francisco Amiel, cestista portoghese (Lisbona, n. 1996)
- Alberto Angulo, ex cestista e allenatore di pallacanestro spagnolo (Saragozza, n. 1970)
- Curro Ávalos, ex cestista spagnolo (Cordova, n. 1973)
- Francisco Borrell, cestista spagnolo (Sant Boi de Llobregat, n. 1934 - † 1992)
- Francisco Capel, cestista spagnolo (Madrid, n. 1933 - Madrid, † 2022)
- Fran Cárdenas, cestista spagnolo (La Palma del Condado, n. 1990)
- Francisco Checa, cestista panamense (Panama, n. 1940 - Panama, † 2008)
- Francisco Córdova, ex cestista portoricano (Bayamón, n. 1944)
- Francisco Cruz Saldívar, cestista messicano (Nogales, n. 1989)
- Francisco Cáffaro, cestista argentino (El Trébol, n. 2000)
- Francisco de León, ex cestista portoricano (Guaynabo, n. 1961)
- Francisco Elson, ex cestista olandese (Rotterdam, n. 1976)
- Francisco Sérgio Garcia, ex cestista brasiliano (Franca, n. 1948)
- Francisco Galindo, cestista messicano (Gómez Palacio, n. 1920)
- Francisco García Gutiérrez, ex cestista dominicano (Santo Domingo, n. 1981)
- Fran Guerra, cestista spagnolo (Las Palmas de Gran Canaria, n. 1992)
- Francisco Jordão, ex cestista portoghese (Lisbona, n. 1979)
- Chinche Lafuente, ex cestista spagnolo (Madrid, n. 1961)
- Francisco Lavernia, cestista cubano (Camagüey, n. 1918 - Miami, † 2005)
- Paco Martín, ex cestista spagnolo (Ciempozuelos, n. 1967)
- José Martinessi, cestista paraguaiano (Asunción, n. 1950 - † 2008)
- Francisco Martínez Cordero, cestista messicano (Ciudad Juárez, n. 1912 - El Paso, † 1993)
- Fran Murcia, ex cestista spagnolo (Murcia, n. 1970)
- Frank Prats, cestista e allenatore di pallacanestro dominicano (Santo Domingo, n. 1954 - Santo Domingo, † 2019)
- Francisco Rabat, cestista e politico filippino (n. 1934 - † 2008)
- Francisco del Río, cestista, allenatore di pallacanestro e dirigente sportivo argentino (Comodoro Rivadavia, n. 1918 - Buenos Aires, † 2011)
- Frank Torruellas, ex cestista portoricano (Elizabeth, n. 1963)
- Francisco Valenzuela, cestista cileno (n. 1939 - † 2024)
- Fran Vázquez, ex cestista spagnolo (Lugo, n. 1983)
- Francisco Vestil, cestista filippino (Cebu, n. 1914 - Cebu, † 2000)
- Francisco Yegros, cestista paraguaiano (Puerto Rosario, n. 1933 - † 1995)
- Francisco Zapata, ex cestista spagnolo (Saragozza, n. 1966)
- Francisco de Zela, cestista peruviano (n. 1928 - † 1952)

## Chitarristi(2)
- Paco de Lucía, chitarrista, compositore e produttore discografico spagnolo (Algeciras, n. 1947 - Cancún, † 2014)
- Paco Ibáñez, chitarrista, cantante e compositore spagnolo (Valencia, n. 1934)

## Ciclisti su strada(17)
- Frankie Andreu, ex ciclista su strada e pistard statunitense (Deaborn, n. 1966)
- Antonio Andrés Sancho, ciclista su strada spagnolo (Aras de los Olmos, n. 1913 - Valencia, † 1985)
- Francisco Antequera, ex ciclista su strada e dirigente sportivo spagnolo (Castellar, n. 1964)
- Javier Aramendia, ex ciclista su strada spagnolo (Funes, n. 1986)
- Francisco Javier Cedena, ex ciclista su strada spagnolo (Madrid, n. 1954)
- Francisco Cepeda, ciclista su strada spagnolo (Sopuerta, n. 1906 - La Tronche, † 1935)
- Francisco Cerezo, ex ciclista su strada spagnolo (Tomelloso, n. 1971)
- Francisco Javier Elorriaga, ex ciclista su strada spagnolo (Abadiño, n. 1947)
- Francisco Gabica, ciclista su strada spagnolo (Ispaster, n. 1937 - Lekeitio, † 2014)
- Francisco Galdós, ex ciclista su strada spagnolo (Lasarte-Oria, n. 1947)
- Francisco Galván, ciclista su strada spagnolo (Lliçà d'Amunt, n. 1997)
- Francisco Tomás García, ex ciclista su strada spagnolo (Madrid, n. 1975)
- Francisco Mancebo, ciclista su strada e mountain biker spagnolo (Madrid, n. 1976)
- Francisco Javier Mauleón, ex ciclista su strada spagnolo (Vitoria, n. 1965)
- Francisco Muñoz, ciclista su strada spagnolo (Oviedo, n. 2001)
- Francisco Pérez, ex ciclista su strada e mountain biker spagnolo (Barcellona, n. 1978)
- Francisco Ventoso, ex ciclista su strada spagnolo (Reinosa, n. 1982)

## Compositori(13)
- Francisco António de Almeida, compositore e organista portoghese (n. 1702 - Lisbona, † 1755)
- Francisco Asenjo Barbieri, compositore e musicista spagnolo (Madrid, n. 1823 - Madrid, † 1894)
- Francisco Canaro, compositore argentino (San José de Mayo, n. 1888 - Buenos Aires, † 1964)
- Francisco Correa de Arauxo, compositore e organista spagnolo (Siviglia, n. 1584 - Segovia, † 1654)
- Francisco José Debali, compositore ungherese (Kajántó, n. 1791 - Montevideo, † 1859)
- Francisco Javier García Fajer, compositore spagnolo (Nalda, n. 1730 - Saragozza, † 1809)
- Francisco Guerrero, compositore spagnolo (Siviglia, n. 1528 - Siviglia, † 1599)
- Francisco Paulo Mignone, compositore, pianista e direttore d'orchestra brasiliano (San Paolo, n. 1897 - San Paolo, † 1986)
- Francisco de Peñalosa, compositore spagnolo (Talavera de la Reina - Siviglia, † 1528)
- Francisco Pulgar Vidal, compositore e musicologo peruviano (Huánuco, n. 1929 - Lima, † 2012)
- Francisco Manuel da Silva, compositore brasiliano (Rio de Janeiro, n. 1795 - Rio de Janeiro, † 1865)
- Francisco Tárrega, compositore e chitarrista spagnolo (Vila-real, n. 1852 - Barcellona, † 1909)
- Francisco José de Castro, compositore, organista e clavicembalista spagnolo (Siviglia, n. 1677 - † 1730)

## Condottieri(1)
- Francisco Pizarro, condottiero spagnolo (Trujillo - Lima, † 1541)

## Criminali(2)
- Francisco Rafael Arellano Félix, criminale messicano (Culiacán, n. 1949 - Los Cabos, † 2013)
- Francisco Javier Arellano Félix, criminale messicano (n. 1969)

## Critici letterari(1)
- Francisco Rico, critico letterario e ispanista spagnolo (Barcellona, n. 1942 - Barcellona, † 2024)

## Danzatori(1)
- Francisco Moncion, ballerino dominicano (Concepción de la Vega, n. 1918 - New York, † 1995)

## Diplomatici(3)
- Francisco Castillo Nájera, diplomatico, politico e medico messicano (Victoria de Durango, n. 1886 - Città del Messico, † 1954)
- Francisco de Moncada, diplomatico, militare e scrittore spagnolo (Valencia, n. 1586 - Goch, † 1635)
- Francisco de Aldana, diplomatico spagnolo (Napoli, n. 1537 - Alcazarquivir, † 1578)

## Dirigenti sportivi(4)
- Francisco Cabello, dirigente sportivo e ex ciclista su strada spagnolo (La Zubia, n. 1969)
- Francisco Gallardo, dirigente sportivo, allenatore di calcio e ex calciatore spagnolo (Siviglia, n. 1980)
- Francisco Maturana, dirigente sportivo, allenatore di calcio e ex calciatore colombiano (Quibdó, n. 1949)
- Francisco Vila, dirigente sportivo e ex ciclista su strada spagnolo (Vera de Bidasoa, n. 1975)

## Drammaturghi(1)
- Francisco de Rojas Zorrilla, drammaturgo spagnolo (Toledo, n. 1607 - Madrid, † 1648)

## Enologi(1)
- Pancho Campo, enologo e imprenditore cileno (Santiago del Cile, n. 1961)

## Esploratori(12)
- Martín de Alcantara, esploratore spagnolo (Trujillo - Lima, † 1541)
- Francisco de Almeida, esploratore e militare portoghese (Lisbona, n. 1450 - Capo di Buona Speranza, † 1510)
- Francisco de Garay, esploratore spagnolo (Sopuerta, n. 1475 - † 1523)
- Francisco Hernández de Córdoba, esploratore spagnolo († 1526)
- Francisco de Ibarra, esploratore spagnolo (Eibar - Pánuco, † 1575)
- Francisco Moreno, esploratore argentino (Buenos Aires, n. 1852 - Buenos Aires, † 1919)
- Francisco de Orellana, esploratore spagnolo (Trujillo, n. 1511 - Rio delle Amazzoni, † 1546)
- Francisco Ortiz de Vergara, esploratore spagnolo
- Francisco Serrão, esploratore portoghese (Ternate, † 1521)
- Francisco Vázquez de Coronado, esploratore spagnolo (Salamanca - Città del Messico, † 1554)
- Francisco de Montejo, esploratore e condottiero spagnolo (Salamanca, n. 1479 - † 1553)
- Francisco de Ulloa, esploratore spagnolo († 1540)

## Filologi(1)
- Francisco López Estrada, filologo spagnolo (Barcellona, n. 1918 - Valencia, † 2010)

## Filosofi(2)
- Francisco Elías de Tejada, filosofo spagnolo (Madrid, n. 1917 - Madrid, † 1978)
- Eugenio Espejo, filosofo, medico e scrittore ecuadoriano (Quito, n. 1747 - Quito, † 1795)

## Fisici(1)
- Francisco Salvà i Campillo, fisico e medico spagnolo (Barcellona, n. 1751 - Barcellona, † 1828)

## Fotografi(1)
- Francisco Peralta Torrejón, fotografo austriaco (La Serena, n. 1965)

## Fotoreporter(1)
- Francisco Boix, fotoreporter spagnolo (Barcellona, n. 1920 - Parigi, † 1951)

## Fumettisti(3)
- Francisco Hidalgo, fumettista e fotografo spagnolo (Cabra del Santo Cristo, n. 1929 - Parigi, † 2009)
- Francisco Ibáñez, fumettista spagnolo (Barcellona, n. 1936 - Barcellona, † 2023)
- Francisco Solano López, fumettista argentino (Buenos Aires, n. 1928 - Buenos Aires, † 2011)

## Funzionari(1)
- Francisco Roldán, funzionario spagnolo (n. 1450 - Hispaniola, † 1502)

## Generali(23)
- Francisco de Carvajal, generale e esploratore spagnolo (Avila, n. 1464 - Sacsayhuamán, † 1548)
- Francisco Javier Castaños, generale spagnolo (Madrid, n. 1758 - Madrid, † 1852)
- Francisco Castillo Fajardo, Marchese di Villadarias, generale spagnolo (Malaga, n. 1642 - † 1716)
- Francisco Craveiro Lopes, generale e politico portoghese (Lisbona, n. 1894 - Lisbona, † 1964)
- Francisco Javier de Elío, generale spagnolo (Pamplona, n. 1767 - Valencia, † 1822)
- Ignacio Elizondo, generale spagnolo (Salinas Victoria, n. 1766 - San Marcos, † 1813)
- Francisco Espoz y Mina, generale spagnolo (Idocin, n. 1781 - Barcellona, † 1836)
- Francisco Fernández de la Cueva, generale spagnolo (Genova, n. 1666 - Madrid, † 1733)
- Francisco Franco, generale e politico spagnolo (Ferrol, n. 1892 - Madrid, † 1975)
- Francisco da Costa Gomes, generale e politico portoghese (Chaves, n. 1914 - Lisbona, † 2001)
- Francisco Ibáñez de Peralta, generale spagnolo (Madrid, n. 1644 - Lima, † 1712)
- Francisco Laso de la Vega, generale spagnolo (Secadura, n. 1568 - Lima, † 1640)
- Francisco López de Zúñiga, generale spagnolo (Villa de Pedrosa, n. 1599 - Cadice, † 1656)
- Francisco Milans del Bosch, generale spagnolo (n. 1769 - † 1834)
- Francisco Morales Bermúdez, generale e politico peruviano (Lima, n. 1921 - Lima, † 2022)
- Francisco Murguía, generale e politico messicano (Mazapil, n. 1873 - Tepehuanes, † 1922)
- Francisco Novella Azabal Pérez y Sicardo, generale spagnolo (Madrid, n. 1769 - L'Avana, † 1822)
- Francisco de Orozco, generale e politico spagnolo (Alessandria, n. 1605 - Milano, † 1668)
- Francisco Antonio Pinto, generale e politico cileno (Santiago del Cile, n. 1785 - Santiago del Cile, † 1858)
- Francisco de Paula Santander, generale e politico colombiano (Villa del Rosario, n. 1792 - Santa Fé de Bogotá, † 1840)
- Francisco Solano López, generale e politico paraguaiano (Asunción, n. 1827 - Cerro Corá, † 1870)
- Francisco José de Souza Suares de Andrea, generale e politico portoghese (Lisbona, n. 1781 - São José do Norte, † 1858)
- Francisco L. Urquizo, generale, scrittore e storico messicano (San Pedro de las Colonias, n. 1891 - Città del Messico, † 1969)

## Gesuiti(8)
- Francisco Javier Alegre, gesuita messicano (Veracruz, n. 1729 - Bologna, † 1788)
- Francisco Cabral, gesuita e missionario portoghese (Diocesi di Guarda, n. 1529 - Goa, † 1609)
- Francisco Gárate, gesuita spagnolo (Azpeitia, n. 1857 - Deusto, † 1929)
- Francisco Xavier Lampillas, gesuita e critico letterario spagnolo (Mataró, n. 1731 - Sestri Levante, † 1810)
- Francisco Suárez, gesuita, teologo e filosofo spagnolo (Granada, n. 1548 - Lisbona, † 1617)
- Francisco de Toledo Herrera, gesuita e cardinale spagnolo (Cordova, n. 1532 - Roma, † 1596)
- Francisco Torres, gesuita, grecista e teologo spagnolo (Herrera de Pisuerga, n. 1509 - Roma, † 1584)
- Francisco de Paula Vallet, gesuita spagnolo (Barcellona, n. 1883 - Madrid, † 1947)

## Giavellottisti(1)
- Francisco Muse, giavellottista cileno (n. 1996)

## Giocatori di baseball(5)
- Francisco Cervelli, ex giocatore di baseball venezuelano (Valencia, n. 1986)
- Francisco Lindor, giocatore di baseball portoricano (Caguas, n. 1993)
- Francisco Liriano, giocatore di baseball dominicano (San Cristóbal, n. 1983)
- Francisco Mejía, giocatore di baseball dominicano (Baní, n. 1995)
- Francisco Peña, giocatore di baseball dominicano (Santiago de los Caballeros, n. 1989)

## Giocatori di beach volley(1)
- Javier Bosma, ex giocatore di beach volley spagnolo (Roses, n. 1969)

## Giocatori di calcio a 5(13)
- Francisco Alpízar, ex giocatore di calcio a 5 costaricano (n. 1959)
- Tomaz Braga, giocatore di calcio a 5 brasiliano (Fortaleza, n. 1990)
- David Burrito, giocatore di calcio a 5 spagnolo (Malaga, n. 1990)
- Francisco Cortés, giocatore di calcio a 5 spagnolo (Almería, n. 1995)
- Francisco Ibarrola, ex giocatore di calcio a 5 paraguaiano (n. 1965)
- Francisco Ledesma, ex giocatore di calcio a 5 spagnolo (Saragozza, n. 1966)
- Francisco Martínez, giocatore di calcio a 5 paraguaiano (n. 1993)
- Francisco Carlos Novaes, ex giocatore di calcio a 5 brasiliano (n. 1965)
- Paco Sedano, ex giocatore di calcio a 5 spagnolo (Madrid, n. 1979)
- Francisco Serrejón, ex giocatore di calcio a 5 spagnolo (Madrid, n. 1973)
- Francisco Solano, ex giocatore di calcio a 5 paraguaiano (n. 1967)
- Francisco Solano, giocatore di calcio a 5 spagnolo (Cordova, n. 1991)
- Francisco Aníbio da Silva Costa, ex giocatore di calcio a 5 brasiliano (Fortaleza, n. 1972)

## Giocatori di palla basca(1)
- Francisco Villota, giocatore di palla basca spagnolo (Madrid, n. 1873 - Madrid, † 1950)

## Giornalisti(5)
- Assis Chateaubriand, giornalista, imprenditore e collezionista d'arte brasiliano (Umbuzeiro, n. 1892 - San Paolo, † 1968)
- Francisco González Ledesma, giornalista e scrittore spagnolo (Barcellona, n. 1927 - Barcellona, † 2015)
- Javier Sardà, giornalista, conduttore radiofonico e conduttore televisivo spagnolo (Barcellona, n. 1958)
- Francisco José Viegas, giornalista, scrittore e politico portoghese (Pocinho, n. 1962)
- Francisco Navarro Villoslada, giornalista, politico e saggista spagnolo (Viana, n. 1818 - Viana, † 1895)

## Giuristi(3)
- Francisco de Amaya, giurista spagnolo (Malaga, n. 1585 - Valladolid, † 1640)
- Francisco García, giurista spagnolo (n. 1525 - † 1583)
- Francisco Puy Muñoz, giurista spagnolo (Cambil, n. 1936 - Santiago di Compostela, † 2024)

## Hockeisti su pista(2)
- Francisco Ipiñazar, hockeista su pista argentino (San Juan, n. 1998)
- Francisco Veludo, hockeista su pista angolano (Oeiras, n. 1989)

## Hockeisti su prato(1)
- Francisco Caballer, hockeista su prato spagnolo (Barcellona, n. 1932 - † 2011)

## Imprenditori(1)
- Francisco Javier Sánchez Broto, imprenditore e ex calciatore spagnolo (Barcellona, n. 1971)

## Ingegneri(1)
- Francisco de Albear, ingegnere cubano (L'Avana, n. 1816 - L'Avana, † 1887)

## Judoka(1)
- Francisco Garrigós, judoka spagnolo (Móstoles, n. 1994)

## Kickboxer(1)
- Francisco Filho, kickboxer e karateka brasiliano (Souto Soares, n. 1971)

## Letterati(1)
- Francisco de Medina, letterato spagnolo (Siviglia, n. 1544 - Siviglia, † 1615)

## Linguisti(2)
- Francisco Rodríguez Adrados, linguista, filologo e grecista spagnolo (Salamanca, n. 1922 - Madrid, † 2020)
- Francisco Villar, linguista e glottologo spagnolo (Torredonjimeno, n. 1942)

## Lottatori(2)
- Francisco Ngonda, lottatore angolano
- Francisco Sánchez, lottatore spagnolo (Palma di Maiorca, n. 1979)

## Maratoneti(1)
- Francisco Lázaro, maratoneta portoghese (Benfica, n. 1891 - Stoccolma, † 1912)

## Marciatori(1)
- Francisco Javier Fernández, marciatore spagnolo (Guadix, n. 1977)

## Matematici(1)
- Francisco Gomes Teixeira, matematico portoghese (São Cosmado, n. 1851 - Porto, † 1933)

## Mecenati(1)
- Francisco Matarazzo Sobrinho, mecenate, imprenditore e politico brasiliano (San Paolo del Brasile, n. 1898 - San Paolo del Brasile, † 1977)

## Medici(3)
- Francisco González-Crussí, medico e scrittore messicano (Città del Messico, n. 1936)
- Francisco Sanches, medico, filosofo e matematico portoghese (Braga, n. 1551 - Tolosa, † 1623)
- Francisco Vallés, medico e scrittore spagnolo (Covarrubias, n. 1524 - Burgos, † 1592)

## Militari(29)
- Francisco Antonio de Acuña Cabrera y Bayona, militare spagnolo (Spagna, n. 1597 - Lima, † 1662)
- Francisco de Aguirre, militare spagnolo (Talavera de la Reina - La Serena, † 1581)
- Francisco Balbasor, militare e matematico italiano (n. 1673 - Napoli, † 1743)
- Francisco Arias de Bobadilla, militare e nobile spagnolo (Madrid, n. 1537 - Madrid, † 1610)
- Francisco Bolognesi, militare peruviano (Lima, n. 1816 - Arica, † 1880)
- Francisco Busignani, militare italiano (Bologna, n. 1913 - Africa Orientale Italiana, † 1936)
- Francisco Cajigal de la Vega, militare spagnolo (Hoz de Anero, n. 1695 - Hoz de Anero, † 1777)
- Francisco de las Casas, militare spagnolo (Trujillo, n. 1461 - † 1536)
- Francisco Ciutat de Miguel, militare e rivoluzionario spagnolo (Madrid, n. 1909 - L'Avana, † 1986)
- Francisco Hernández de Córdoba, militare spagnolo (n. 1475 - L'Avana)
- Francisco de Eliza, militare, esploratore e navigatore spagnolo (El Puerto de Santa María, n. 1759 - † 1825)
- Francisco Fernández de la Cueva, ufficiale spagnolo (Barcellona, n. 1619 - Madrid, † 1676)
- Francisco Antonio García Carrasco, militare spagnolo (Ceuta, n. 1742 - Lima, † 1813)
- Francisco Gil de Taboada, militare spagnolo (Santa María de Soto Longo - Madrid, † 1809)
- Francisco Gómez-Jordana Sousa, militare e politico spagnolo (Madrid, n. 1876 - San Sebastián, † 1944)
- Francisco Hernández Girón, militare spagnolo (Cáceres, n. 1501 - Lima, † 1554)
- Francisco Antonio Mourelle, militare e esploratore spagnolo (San Adrián de Corme, n. 1750 - Cadice, † 1820)
- Francisco Marcó del Pont, militare spagnolo (Vigo, n. 1770 - Luján, † 1819)
- Francisco de Quiñones, militare spagnolo
- Francisco Ramírez, militare argentino (Concepción del Uruguay, n. 1786 - Chañar Viejo, † 1821)
- Francisco Savalls, militare spagnolo (La Pera, n. 1817 - Nizza, † 1885)
- Francisco Serrano, militare e politico spagnolo (San Fernando, n. 1810 - Madrid, † 1885)
- Francisco Ximenes de Texada, militare spagnolo (Funes, n. 1703 - La Valletta, † 1775)
- Francisco Javier Venegas, ufficiale spagnolo (Zafra, n. 1754 - Madrid, † 1838)
- Francisco Verdugo, militare spagnolo (Talavera de la Reina, n. 1537 - Lussemburgo, † 1595)
- Francisco de Villagra, militare spagnolo (Santervás de Campos - Concepción, † 1563)
- Francisco das Chagas Santos, militare e politico brasiliano (Rio de Janeiro, n. 1763 - Rio de Janeiro, † 1840)
- Francisco de Bobadilla, militare spagnolo (Bobadilla, n. 1448 - Canale della Mona, † 1502)
- Francisco de Álava y Nureña, militare spagnolo (n. 1567 - † 1625)

## Missionari(1)
- Francisco Simón y Ródenas, missionario e vescovo cattolico spagnolo (La Aparecida, n. 1849 - Masamagrell, † 1914)

## Modelli(1)
- Francisco Lachowski, modello brasiliano (Curitiba, n. 1991)

## Monaci cristiani(1)
- Francisco Varo, monaco cristiano spagnolo (Siviglia, n. 1627 - Fúzhōu, † 1687)

## Musicisti(3)
- Francisco Andrevi, musicista spagnolo (Sanaüja, n. 1786 - Barcellona, † 1853)
- Xavier Cugat, musicista e direttore d'orchestra spagnolo (Gerona, n. 1900 - Barcellona, † 1990)
- Machito, musicista cubano (L'Avana, n. 1908 - Londra, † 1984)

## Navigatori(1)
- Francisco de Hoces, navigatore spagnolo

## Nobili(6)
- Francisco de los Cobos y Molina, nobile spagnolo (Úbeda - Úbeda, † 1547)
- Francisco Fernández de la Cueva, nobile spagnolo (Cuéllar, n. 1467 - Cuéllar, † 1526)
- Francisco Jiménez, nobile azteco
- Francisco de Moncada y Cardona, nobile, politico e militare spagnolo (Mequinenza, n. 1532 - Valencia, † 1594)
- Francisco de Montesdoca, nobile e militare spagnolo (Utrera, n. 1516 - † 1597)
- Francisco Manuel de los Cobos y Luna, nobile spagnolo (n. 1546 - † 1616)

## Nuotatori(3)
- Francisco Castillo, nuotatore e pallanuotista spagnolo (Barcellona, n. 1921 - Barcellona, † 1997)
- Francisco Demetrio Sánchez Betancourt, ex nuotatore venezuelano (Cumaná, n. 1976)
- Francisco Uranga, nuotatore e pallanuotista argentino (n. 1905)

## Pallamanisti(2)
- Zupo, ex pallamanista e allenatore di pallamano spagnolo (Pamplona, n. 1962)
- Francisco Costa, pallamanista portoghese (Oporto, n. 2005)

## Pallanuotisti(3)
- Francisco Alves, pallanuotista portoghese (Oeiras, n. 1923)
- Francisco Figueroa, pallanuotista uruguaiano (Montevideo, n. 1906 - † 2001)
- Francisco Gibert, pallanuotista spagnolo (Barcellona, n. 1900 - Barcellona, † 1979)

## Pallavolisti(1)
- Francisco Vélez, pallavolista portoricano (n. 1993)

## Pedagogisti(2)
- Francisco Amorós, pedagogo spagnolo (Valencia, n. 1770 - Parigi, † 1848)
- Francisco Giner de los Ríos, pedagogo e scrittore spagnolo (Ronda, n. 1839 - Madrid, † 1915)

## Pesisti(1)
- Francisco Belo, pesista e discobolo portoghese (Castelo Branco, n. 1991)

## Piloti automobilistici(3)
- Paco Godia, pilota automobilistico spagnolo (Barcellona, n. 1921 - Barcellona, † 1990)
- Chico Landi, pilota automobilistico brasiliano (San Paolo, n. 1907 - San Paolo, † 1989)
- Chico Serra, pilota automobilistico brasiliano (San Paolo, n. 1957)

## Piloti motociclistici(2)
- Francisco López Contardo, pilota motociclistico e pilota automobilistico cileno (Teno, n. 1974)
- Herri Torrontegui, pilota motociclistico spagnolo (Gorliz, n. 1967)

## Pittori(21)
- Francisco Bayeu, pittore spagnolo (Saragozza, n. 1734 - Madrid, † 1795)
- Francisco Bores, pittore spagnolo (Madrid, n. 1898 - Parigi, † 1972)
- Francisco Chacón y Rincón, pittore spagnolo
- Francisco Eppens Helguera, pittore e scultore messicano (San Luis Potosí, n. 1913 - Città del Messico, † 1990)
- Francisco Domingo Marqués, pittore spagnolo (Valencia, n. 1842 - Madrid, † 1920)
- Francisco Goya, pittore e incisore spagnolo (Fuendetodos, n. 1746 - Bordeaux, † 1828)
- Francisco Herrera il Giovane, pittore e architetto spagnolo (Siviglia, n. 1622 - Madrid, † 1685)
- Francisco Herrera il Vecchio, pittore spagnolo (Siviglia - Madrid)
- Francisco Iturrino, pittore spagnolo (Santander, n. 1864 - Cagnes-sur-Mer, † 1924)
- Francisco Muzzi, pittore, scenografo e illustratore italiano (Italia - † 1802)
- Francisco Oller, pittore portoricano (Bayamón, n. 1833 - San Juan, † 1917)
- Francisco Pacheco del Río, pittore spagnolo (Sanlúcar de Barrameda, n. 1564 - Siviglia, † 1644)
- Francisco Pradilla, pittore spagnolo (Villanueva de Gállego, n. 1848 - Madrid, † 1921)
- Francisco Preciado de la Vega, pittore spagnolo (Siviglia, n. 1712 - Roma, † 1789)
- Francisco Ribalta, pittore spagnolo (Solsona, n. 1565 - Valencia, † 1628)
- Francesc Ribera Gómez, pittore spagnolo (Madrid, n. 1907 - Barcellona, † 1996)
- Francisco Rizi, pittore spagnolo (Madrid, n. 1608 - Madrid, † 1685)
- Francisco Sainz Pinto, pittore spagnolo (Lanestosa, n. 1823 - Roma, † 1853)
- Vieira Portuense, pittore portoghese (Porto, n. 1765 - Funchal, † 1805)
- Francisco de Zurbarán, pittore spagnolo (Fuente de Cantos, n. 1598 - Madrid, † 1664)
- Francisco de Hollanda, pittore portoghese (Lisbona, n. 1517 - Lisbona, † 1585)

## Poeti(13)
- Francisco Acuña de Figueroa, poeta uruguaiano (Montevideo, n. 1791 - Montevideo, † 1862)
- Francisco Álvarez de Velasco y Zorrilla, poeta colombiano (Santa Fé, n. 1647 - Madrid, † 1708)
- Francisco Álvarez, poeta portoricano (Manatí, n. 1847 - Manatí, † 1881)
- Francisco Balagtas, poeta filippino (Bigaa, n. 1788 - Orion, † 1862)
- Francisco Luis Bernárdez, poeta e diplomatico argentino (Buenos Aires, n. 1900 - Buenos Aires, † 1978)
- Francisco De Rioja, poeta spagnolo (Siviglia, n. 1583 - Madrid, † 1659)
- León de Greiff, poeta e diplomatico colombiano (Medellín, n. 1895 - Bogotà, † 1976)
- Francisco A. de Icaza, poeta e storico messicano (Città del Messico, n. 1863 - Madrid, † 1925)
- Francisco Imperial, poeta spagnolo (Siviglia)
- Francisco Martínez de la Rosa, poeta, drammaturgo e politico spagnolo (Granada, n. 1787 - Madrid, † 1862)
- Francisco Manuel do Nascimento, poeta portoghese (Lisbona, n. 1734 - Parigi, † 1819)
- Francisco Villaespesa, poeta, drammaturgo e scrittore spagnolo (Láujar de Andarax, n. 1877 - Madrid, † 1936)
- Sá de Miranda, poeta e drammaturgo portoghese (Coimbra, n. 1481 - Amares, † 1558)

## Presbiteri(5)
- Francisco Álvares, presbitero, missionario e esploratore portoghese (Coimbra, n. 1465 - Roma)
- Francesco Fernández de Capillas, presbitero spagnolo (Baquerín de Campos, n. 1607 - Fu'an, † 1648)
- Francisco Martín Fernández de Posadas, presbitero spagnolo (Cordova, n. 1644 - Cordova, † 1713)
- Francisco Palau y Quer, presbitero spagnolo (Aitona, n. 1811 - Tarragona, † 1872)
- Francisco de Paula Victor, presbitero brasiliano (Campanha, n. 1827 - Três Pontas, † 1905)

## Procuratori sportivi(2)
- Paco Casal, procuratore sportivo uruguaiano (San Paolo del Brasile, n. 1954)
- Elói, procuratore sportivo e ex calciatore brasiliano (Andradina, n. 1955)

## Pugili(4)
- Francisco Cabañas, pugile messicano (Città del Messico, n. 1912 - Città del Messico, † 2002)
- Francisco Guilledo, pugile filippino (Ilog, n. 1901 - San Francisco, † 1925)
- Francisco Resiglione, pugile argentino (Rosario, n. 1917 - † 1999)
- Francisco Rodríguez, pugile venezuelano (Cumaná, n. 1945 - † 2024)

## Rapper(1)
- Beret, rapper e cantante spagnolo (Siviglia, n. 1996)

## Registi(5)
- F. Javier Gutiérrez, regista, sceneggiatore e produttore cinematografico spagnolo (Cordova, n. 1973)
- Francisco José Lombardi, regista peruviano (Tacna, n. 1947)
- Paco Plaza, regista spagnolo (Valencia, n. 1973)
- Francisco Regueiro, regista e sceneggiatore spagnolo (Valladolid, n. 1934)
- Francisco Rovira Beleta, regista e sceneggiatore spagnolo (Barcellona, n. 1912 - Barcellona, † 1999)

## Religiosi(7)
- Miguel Febres Cordero, religioso ecuadoriano (Cuenca, n. 1854 - Premià de Mar, † 1910)
- Francisco Foreiro, religioso, teologo e orientalista portoghese (Lisbona, n. 1523 - Almada, † 1581)
- Francisco López de Gómara, religioso e storico spagnolo (Gómara, n. 1511 - Gómara, † 1566)
- Francisco Palou, religioso e missionario spagnolo (Palma di Maiorca, n. 1722 - Città del Messico, † 1789)
- Francisco Maria Píccolo, religioso, presbitero e missionario italiano (Palermo, n. 1654 - Loreto, † 1729)
- Francisco de los Ángeles Quiñones, religioso, vescovo cattolico e cardinale spagnolo (León, n. 1475 - Veroli, † 1540)
- Francisco de Vitoria, religioso, filosofo e giurista spagnolo (Burgos - Salamanca, † 1546)

## Rugbisti a 15(4)
- Francisco Bosch, rugbista a 15 argentino (Buenos Aires, n. 1982)
- Francisco Gómez Kodela, rugbista a 15 argentino (Buenos Aires, n. 1985)
- Francisco Rubio, ex rugbista a 15, allenatore di rugby a 15 e dirigente sportivo argentino (Buenos Aires, n. 1964)
- Nahuel Tetaz Chaparro, rugbista a 15 argentino (General Madariaga, n. 1989)

## Sassofonisti(1)
- Paquito D'Rivera, sassofonista e clarinettista cubano (Marianao, n. 1948)

## Scacchisti(2)
- Francisco Trois, scacchista brasiliano (Canoas, n. 1946 - † 2020)
- Francisco Vallejo Pons, scacchista spagnolo (Es Castell, n. 1982)

## Schermidori(5)
- Francisco Buonafina, ex schermidore e dirigente sportivo brasiliano
- Eduardo Camet, schermidore argentino (Buenos Aires, n. 1876 - Miramar, † 1931)
- Francisco Limardo, schermidore venezuelano (Ciudad Bolívar, n. 1987)
- Francisco Serp, ex schermidore argentino (Buenos Aires, n. 1930)
- Francisco de la Torre, ex schermidore cubano (n. 1952)

## Sciatori alpini(1)
- Francisco Fernández Ochoa, sciatore alpino spagnolo (Madrid, n. 1950 - Cercedilla, † 2006)

## Scrittori(18)
- Francisco Gomes de Amorim, scrittore portoghese (A Ver-o-Mar, n. 1827 - Lisbona, † 1891)
- Francisco Andrada de Paiva, scrittore portoghese (Lisbona, n. 1540 - † 1614)
- Francisco Ayala, scrittore spagnolo (Granada, n. 1906 - Madrid, † 2009)
- Francisco Gregorio Billini, scrittore, politico e pedagogo dominicano (Baní, n. 1844 - Santo Domingo, † 1898)
- Francisco de Borja y Aragón, scrittore spagnolo (Madrid, n. 1581 - Madrid, † 1658)
- Francisco Casavella, scrittore spagnolo (Barcellona, n. 1963 - Barcellona, † 2008)
- Francisco Coloane, scrittore cileno (Quemchi, n. 1910 - Santiago del Cile, † 2002)
- Francisco Delicado, scrittore spagnolo (Cordova)
- Francisco de Moraes Cabral, scrittore portoghese (Braganza - Évora, † 1572)
- Francisco Goldman, scrittore e giornalista statunitense (Boston, n. 1954)
- Francisco de Jerez, scrittore spagnolo (Siviglia)
- Francisco Acebal, scrittore e drammaturgo spagnolo (Gijón, n. 1866 - Madrid, † 1932)
- Francisco Manuel de Melo, scrittore, politico e militare portoghese (Lisbona, n. 1608 - Lisbona, † 1666)
- Francisco de Quevedo, scrittore e poeta spagnolo (Madrid, n. 1580 - Villanueva de los Infantes, † 1645)
- Francisco Umbral, scrittore e giornalista spagnolo (Madrid, n. 1932 - Madrid, † 2007)
- Francisco Urondo, scrittore argentino (Santa Fe, n. 1930 - Mendoza, † 1976)
- Francisco Vázquez, scrittore spagnolo
- Chico Xavier, scrittore e filantropo brasiliano (Pedro Leopoldo, n. 1910 - Uberaba, † 2002)

## Scultori(5)
- Francisco Brennand, scultore e pittore brasiliano (Recife, n. 1927 - Recife, † 2019)
- Francisco Broch Llop, scultore e linguista spagnolo (Vila-real, n. 1884 - Firenze, † 1980)
- Francisco Gutiérrez Arribas, scultore spagnolo (San Vicente de Arévalo, n. 1727 - Madrid, † 1782)
- Francisco Salzillo, scultore spagnolo (Murcia, n. 1707 - Murcia, † 1783)
- Francisco dos Santos, scultore, pittore e calciatore portoghese (Sintra, n. 1878 - Lisbona, † 1930)

## Sollevatori(2)
- Francisco Casamayor, sollevatore cubano (n. 1949 - Santiago del Cile, † 2005)
- Francisco Mosquera, sollevatore colombiano (n. 1992)

## Sportivi(1)
- Francisco Navarro, sportivo spagnolo (Siviglia, n. 1989)

## Storici(1)
- Francisco Diago, storico spagnolo (Viver, n. 1562 - Valencia, † 1615)

## Supercentenari(1)
- Francisco Núñez Olivera, supercentenario spagnolo (Bienvenida, n. 1904 - Bienvenida, † 2018)

## Tennisti(10)
- Francisco Cabral, tennista portoghese (Porto, n. 1997)
- Francisco Cerúndolo, tennista argentino (Buenos Aires, n. 1998)
- Francisco Comesaña, tennista argentino (Mar del Plata, n. 2000)
- Francisco Contreras, tennista messicano (Città del Messico, n. 1934 - Città del Messico, † 2022)
- Francisco Costa, ex tennista brasiliano (Porto Alegre, n. 1973)
- Francisco González, ex tennista paraguaiano (Wiesbaden, n. 1955)
- Francisco Maciel, ex tennista messicano (Querétaro, n. 1964)
- Francisco Montana, ex tennista statunitense (Miami, n. 1969)
- Pancho Segura, tennista e allenatore di tennis ecuadoriano (Guayaquil, n. 1921 - Carlsbad, † 2017)
- Francisco Yunis, ex tennista argentino (Buenos Aires, n. 1964)

## Tenori(1)
- Francisco Araiza, tenore messicano (Città del Messico, n. 1950)

## Teologi(4)
- Francisco de Lugo, teologo e gesuita spagnolo (Madrid, n. 1580 - Valladolid, † 1652)
- Francisco Macedo, teologo, filosofo e francescano portoghese (Coimbra, n. 1596 - Padova, † 1681)
- Francisco Pérez Bayer, teologo spagnolo (Valencia, n. 1711 - Madrid, † 1794)
- Francisco Salgado de Somoza, teologo e giurista spagnolo (n. 1590 - † 1664)

## Terroristi(1)
- Francisco Mujika Garmendia, terrorista spagnolo (Ordizia, n. 1953)

## Tiratori a segno(1)
- Francisco Boza, tiratore a segno peruviano (Talara, n. 1964)

## Tiratori di fune(1)
- Francisco Henríquez de Zubiría, tiratore di fune colombiano (Parigi, n. 1869 - Parigi, † 1933)

## Toreri(3)
- Gitanillo de Triana, torero spagnolo (Siviglia, n. 1903 - Madrid, † 1931)
- Francisco Rivera, torero spagnolo (Barbate, n. 1948 - Pozoblanco, † 1984)
- Curro Romero, torero spagnolo (Camas, n. 1933)

## Triatleti(1)
- Francisco Javier Gómez Noya, triatleta spagnolo (Basilea, n. 1983)

## Umanisti(1)
- Francisco de Enzinas, umanista spagnolo (Burgos, n. 1518 - Strasburgo, † 1552)

## Umoristi(1)
- Shaolin, umorista, disegnatore e conduttore radiofonico brasiliano (Coremas, n. 1971 - Campina Grande, † 2016)

## Vescovi cattolici(17)
- Francisco Domingo Barbosa Da Silveira, vescovo cattolico uruguaiano (Tambores, n. 1944 - Madrid, † 2015)
- Francisco Blanco Nájera, vescovo cattolico spagnolo (Logroño, n. 1889 - Ourense, † 1952)
- Francisco de Cabrera y Bobadilla, vescovo cattolico spagnolo († 1529)
- Francisco de Campos Barreto, vescovo cattolico brasiliano (Sousas, n. 1877 - Campinas, † 1941)
- Francisco Cases Andreu, vescovo cattolico spagnolo (Orihuela, n. 1944)
- Francisco Conesa Ferrer, vescovo cattolico spagnolo (Alicante, n. 1961)
- Francisco José Vicente Garcia Diego y Moreno, vescovo cattolico messicano (Lagos, n. 1785 - Santa Barbara, † 1846)
- Francisco Gómez de Santiago, vescovo cattolico e missionario spagnolo (Mesegar de Corneja, n. 1887 - Valladolid, † 1962)
- Francisco Javier Ochoa Ullate, vescovo cattolico spagnolo (Monteagudo, n. 1889 - Monteagudo, † 1976)
- Francisco Jesús Orozco Mengíbar, vescovo cattolico spagnolo (Villafranca de Córdoba, n. 1970)
- Francisco Pardo Artigas, vescovo cattolico spagnolo (Torrelles de Foix, n. 1946 - Gerona, † 2022)
- Francisco Peralta y Ballabriga, vescovo cattolico spagnolo (Híjar, n. 1911 - Saragozza, † 2006)
- Francisco José Pérez y Fernández-Golfín, vescovo cattolico spagnolo (Madrid, n. 1931 - Getafe, † 2004)
- Francisco Daniel Rivera Sánchez, vescovo cattolico messicano (Guadalajara, n. 1955 - Città del Messico, † 2021)
- Francisco Serrano Frías, vescovo cattolico, missionario e santo spagnolo (Huéneja, n. 1695 - Fuzhou, † 1748)
- Francisco Tello de León, vescovo cattolico spagnolo (Granada, n. 1594 - L'Aquila, † 1662)
- Francisco Raúl Villalobos Padilla, vescovo cattolico messicano (Guadalajara, n. 1921 - Saltillo, † 2022)

## Wrestler(1)
- Super Crazy, wrestler messicano (Tulancingo, n. 1973)

## Senza attività specificata(7)
- Francisco de Borja Álvarez de Toledo, duca (Madrid, n. 1763 - Madrid, † 1821)
- Francisco Ceinos, spagnolo
- Francisco Fimbres, agricoltore messicano
- Francisco de Sandoval Acacitzin († 1554)
- Francesco Marto, portoghese (Aljustrel, n. 1908 - Fátima, † 1919)
- Francisco de Benavides, conte (Madrid, n. 1640 - † 1716)
- Francisco de Toledo, spagnolo (Oropesa, n. 1515 - Toledo, † 1582)